# Ephedra pachyclada
Ephedra pachyclada là một loài thực vật hạt trần trong họ Ephedraceae. Loài này được Boiss. mô tả khoa học đầu tiên năm 1884.